# ヴバン県
ヴバン県（ヴバンけん、ベトナム語：Huyện Vụ Bản / 縣務本? ）は、ベトナムナムディン省の県。面積は152.81km²、人口は148,000人（2018年）である。

## 行政区画
1市鎮17社を管轄する。